# Chandra Bahadur Dangi
Chandra Bahadur Dangi (en nepalí: चन्द्रबहादुर डाँगी) (Distrito de Salyan, Nepal; 30 de noviembre de 1939 - Pago Pago, Samoa Americana; 3 de septiembre de 2015) fue un hombre nepalés declarado como el más pequeño de la historia, con 54,6 centímetros.
Chandra Bahadur Dangi apareció en las noticias destacadas de los medios de comunicación local, cuando un contratista maderero lo vio en su aldea. Tres de sus cinco hermanos midieron menos de 1,22 m de alto, mientras que sus dos hermanas y otros dos hermanos eran de estatura media. Fue galardonado con el título del adulto humano más enano jamás registrado. Fue inscrito posteriormente como uno de los Guinness World Records.

## Biografía
Chandra Bahadur Dangi nació el 30 de noviembre de 1939. No se sabe qué condición médica limitó su crecimiento. Vivió en la aldea remota de Reemkholi, a unos 400 kilómetros (250 millas) de distancia de Katmandú, capital de Nepal. Antes de ser reconocido por los Guinness World Records como el hombre más enano del mundo en 2012, nunca había salido de su pueblo natal. Después de haber sido galardonado con el título, dijo que siempre había querido viajar a todas partes de su país y del mundo. Afirmó ser el hombre más enano del mundo y un ciudadano de Nepal que quería utilizar su condición para popularizar a su país.
El 13 de noviembre de 2014, como parte del día de los Guinness World Records, se reunió con Sultan Kösen, el hombre vivo más alto del mundo, en un evento en Londres.

## Fallecimiento
Murió en la Samoa Americana el jueves 3 de septiembre de 2015 a la edad de 75 años, en el hospital Johnson Tropical Medical Center en Pago Pago. Su causa exacta de muerte no fue revelada, aunque el diario The Kathmandu Post, informó previamente que había estado sufriendo de neumonía. Había estado de gira por el Pacífico Sur desde principios de ese año con el Circo Mágico 'Samoa's Tupa'l Bruno'.